# Maura Visser
Maura Visser (Den Haag, 1 juni 1985) is een Nederlandse voormalige handbalster
De destijds 34-jarige Visser kwam in de Duitse Handbal-Bundesliga uit voor SG BBM Bietigheim, toen knieproblemen haar ertoe dwongen om na het seizoen 2019/2020 een punt achter haar handbalcarrière te zetten.
In 2022 is Visser samen met Björn Budding en Joris Witjens het technische trainingsteam van Hellas. 

## Individuele prijzen
- Talent van het jaar van de Eredivisie: 2003/04
- Topscorer van de Eredivisie: 2004/05 (232 goals)
- Handbalster van het jaar van de Eredivisie: 2004/05, 2006/07